# 北極湖
北極湖（ほっきょくこ）または北の水溜まり（きたのみずたまり）とは、北極点の近くにある小さく浅い湖。現在、世界最北の湖である。2002年に現れた。毎年冬、結氷すると現れる。
北極湖は約1フィートの深さがあるが、ほぼもっぱら氷の下で溶けた新鮮な水から構成されている。
北極湖の変化を監視するため、極地科学センターが湖の側にウェブカメラを設置している。
2013年7月26日、北極湖の深さが約40センチメートルだと推測された。
科学者らは北極湖の存在に驚いておらず、このように氷が溶けてできた湖は広範囲にあると考えており、それらをよく「溶解湖」と呼んでいる。